# USS Hart (DD-110)
USS Hart (DD-110) – amerykański niszczyciel typu Wickes będący w służbie United States Navy w okresie po I wojnie światowej. Patronami okrętu byli Ezekiel Hart i John E. Hart.
Okręt zwodowano 4 lipca 1918 w stoczni Union Iron Works w San Francisco. Matką chrzestną była żona Daniela C. Nuttinga. Jednostka weszła do służby 26 maja 1919, pierwszym dowódcą został Comdr. Harold Jones.
"Hart" dołączył do sił niszczycieli i operował w pobliżu kalifornijskiego wybrzeża do 17 lipca 1920. Wtedy został przeklasyfikowany na niszczyciel-stawiacz min, DM-8, i przeszedł do Mare Island Naval Shipyard by zainstalować odpowiednie wyposażenie. Po przebudowie okręt został przydzielony do Oddziału Minowego Floty Azjatyckiej (ang. Mine Detachment, Asiatic Fleet) i popłynął na Filipiny w listopadzie 1920. Następnie operował na wodach filipińskich i chińskich w ramach operacji pokojowych.
Otrzymawszy rozkaz przejścia do San Diego na dezaktywację "Hart" wypłynął z Manili 12 grudnia 1930 i dotarł do San Diego 24 stycznia 1931. Został wycofany ze służby 1 czerwca 1931. Jego nazwę skreślono z listy okrętów floty 11 listopada. Okręt został sprzedany na złom 25 lutego 1932 zgodnie z ustaleniami londyńskiego traktatu morskiego.